# Drukarnia Wojciecha Regulusa
Drukarnia Wojciecha Regulusa – oficyna wydawnicza funkcjonująca na Chwaliszewie (obecnie część Poznania) w latach 1636–1675.

## Historia działalności
Drukarnię założył Wojciech Regulus w 1636, być może w oparciu o sprzęty po zlikwidowanej w tym samym roku drukarni Wolrabów. Zmarł on w 1652, w związku z czym przedsiębiorstwo przejęła jego rodzina, która prowadziła dalszą działalność pod nazwą Wdowy i Dziedziców Wojciecha Regulusa. W oficynie opublikowano około 70 druków, czyli średnio trzy druki po 15 arkuszy rocznie. Były to przede wszystkim panegiryki oraz literatura dewocyjna. Po śmierci Reginy Regulusowej zakład przejął Wojciech Młodujewicz, który zmarł w 1675. W 1679 od spadkobierców drukarnię odkupił ksiądz Wojciech Laktański. Po jego śmierci w 1689 oficynę przejęła (podobnie jak drukarnię Wolrabów) Akademia Lubrańskiego, która rozwinęła ją po przeniesieniu, w swoich zabudowaniach, jako Drukarnię Akademii Lubrańskiego.